# Ghiacciaio Hammond
Il ghiacciaio Hammond (in inglese Hammond Glacier) è un ghiacciaio lungo circa 64 km situato sulla costa di Ruppert, nella parte occidentale della Terra di Marie Byrd, in Antartide. Il ghiacciaio, il cui punto più alto si trova a circa 800 m s.l.m., è situato nelle catene Ford e fluisce in direzione nord-ovest lungo il versante nord-orientale delle montagne di Haines fino ad andare ad alimentare la piattaforma glaciale Sulzberger.

## Storia
Il ghiacciaio Hammond fu scoperto nel 1934 nel corso della seconda spedizione antartica di Richard Evelyn Byrd, che lo battezzò così in onore di John Hays Hammond, ingegnere minerario e filantropo statunitense.